# Механічні коливання

Коливання пружинного маятника

Механі́чні колива́ння (англ. mechanical vibrations) — коливання, яким властиві коливні величини, що характеризують рух або стан тіл механічної системи.

## Об'єкти коливання
За видом коливного об'єкту розрізняють коливання точки і коливання тіла.

Згинні коливання консольної балки

### Коливання точки
За особливостями руху точки можуть розглядатися такі види коливання:
- прямолінійні — коливання по прямій лінії;
- площинні — коливання точки по плоскій траєкторії;
- еліптичні — коливання точки по еліптичній траєкторії;
- просторові — коливання точки по просторовій траєкторії.

### Коливання тіла
За видом руху тіла коливання бувають:
- поступальні — коливання твердого тіла, у якому всі точки описують однакові траєкторії;
- кутові — коливання твердого тіла навколо певної осі або точки;
- поздовжні — коливання тіла зумовлені деформаціями розтягу-стиску;
- крутильні — коливання тіла, що зумовлені деформацією кручення;
- згинні — коливання тіла, зумовлені деформацією згину.

## Способи збудження коливань

Гармонічні коливання маятника

Коливання механічної системи може бути вільним і вимушеним.
Вільні або власні коливання — коливання системи, які зумовлені початковим запасом механічної енергії і відбуваються на власній частоті без надходження енергії ззовні. В реальних коливальних системах, де існує розсіяння енергії, зумовлене тертям, вільні коливання є завжди згасними (затухаючими) коливаннями.
Інші коливання викликаються збудженням, пов'язаним із підведенням механічної енергії із зовні.
Серед способів збудження механічних коливань розрізняють:
- силове — збудження коливань механічної системи змушувальною силою;
- кінематичне — збудження коливань механічної системи примусовим наданням будь-яким її точкам заданих рухів, незалежних від стану системи;
- параметричне — збудження коливань механічної системи внаслідок зміни у часі одного або декількох її інерційних, пружних чи дисипативних параметрів;
- самозбудження — збудження коливань механічної системи надходженням до неї енергії від неколивального джерела, що регулюється рухом самої системи.

## Різновиди механічних коливань
За законом зміни коливної величини коливання бувають періодичні (значення коливної величини повторюється через однакові проміжки часу) і випадкові (зміна коливної величини має випадковий характер)
Періодичні коливання, що відбуваються одночасно з однаковими частотами називаються синхронними.
Періодичні коливання, у яких коливна величина змінюється за синусоїдальним законом називаються гармонічними, у протилежному випадку — ангармонічними, котрі можна подати як суму гармонічних коливань з кратними частотами.

### Порівняння гармонічних коливань за фазою
За співвідношенням фаз гармонічні коливання бувають:
- синфазні (фази збігаються);
- несинфазні (за фазою не збігаються);
- антифазні (фази у будь-який момент часу мають зсув на π радіан);

### Частотні особливості гармонічних коливань
Для частотного характеризування гармонічних коливань використовують такі поняття:
- полігармонічні (ангармонічні)[3] коливання — коливання, що являють собою суму двох і більше гармонічних коливань з раціональним відношенням частот;
- биття — коливання, що є результатом додавання двох і більше гармонічних коливань з близькими частотами;
- основні коливання — вимушені гармонічні коливання, частота яких збігається з частотою гармонічного збудження;
- супергармонічні/субгармонічні коливання — вимушені гармонічні коливання, частота яких у ціле число разів більша/менша за частоту гармонічного збудження;
- комбіновані коливання — вимушені коливання, частота яких у дробове число разів відрізняється від частоти гармонічного збудження.

За співвідношенням частоти вимушених коливань і резонансної частоти механічні коливання бувають: дорезонансні, резонансні, зарезонансні і антирезонансні

### Амплітудні характеристики механічних коливань
За зміною амплітуди розглядають: затухаючі, наростаючі та детерміновані механічні коливання.